# حرب إشعاعية
الحرب الإشعاعية هي أي شكل من أشكال الحروب التي تتضمن حدوث تلوث أو تسمم إشعاعي مُتعمَّد لمنطقة ما بمصادر إشعاعية.
تُعتبَر الأسلحة الإشعاعية عادةً أسلحة دمار شامل، رغم أن الأسلحة الإشعاعية قد تكون نوعية لهدفها مثل التسميم الإشعاعي لألكساندر ليتفينينكو من قبل جهاز الأمن الفيدرالي الروسي باستخدام البولونيوم المشع 210.

## الأسلحة
في نسخة عام 1964 من كتاب تأثيرات الأسلحة النووية، يفصّل قسم بعنوان الحرب الإشعاعية بعض أشيع أسلحة الدمار الشامل. ناتج الانشطار النووي لسلاح نووي تقليدي متفجر يعتبر سلاحًا إشعاعيًا بقدر الأسلحة المُصمَّمة فقط بغرض الحرب البيولوجية الشاملة. السلاح النووي الحراري المعياري عالي الانشطار هو سلاح حرب إشعاعية بقدر قنبلة الكوبالت.
في البداية، تكون أشعة غاما الناتجة عن الانشطار النووي لقنبلة انشطارية معززة ذات حجم مكافئ أكثر كثافة بكثير من الكوبالت 60: أكثر كثافة بمقدار 15,000 مرة في ساعة واحدة، وأكثر كثافة بمقدار 35 مرة في أسبوع واحد، و5 مرات في شهر واحد، وبنفس الكثافة في 6 أشهر. بعد ذلك، ينهار الانشطار بسرعة لذا يكون تهاطل الكوبالت 60 أكثر كثافة بمقدار 8 مرات من الانشطار في سنة واحد، وأكثر كثافة بمقدار 150 مرة من الانشطار في 5 سنوات. تتخطى النظائر طويلة العمر الناتجة عن الانشطار الكوبالت 60 مجددًا بعد 75 سنة. وضعت نظريات أيضًا حول متغيرات القنبلة المملحة الأخرى التي لا تستخدم الكوبالت.
أحد الأسلحة الإشعاعية الأقل قدرة تقنية بكثير من التي ناقشناها في الأعلى هي القنبلة الإشعاعية، والتي تشير إلى قنبلة متفجرة تقليدية ذات آثار جانبية إشعاعية نظرًا لمصادر الإشعاع الضخمة فيها، وهي طريقة غير فعالة لنشر الإشعاع، وكل الأسلحة المماثلة تملك مشاكل تجعلها على الأرجح غير ممكنة للاستخدام العسكري.
عوضًا عن ذلك، تكون الحرب الإشاعية بقنابل إشعاعية أكثر استخدامًا بشكل كبير من قبل الإرهابيين لنشر وزيادة الخوف والريبة والشك. قد لا يتضمن تحرير مواد فعالية إشعاعيًا أسلحة خاصة ولا يتضمن حدوث قتل مباشر للناس من المصادر الإشعاع، لكنه سيجعل كل المناطق أو البنى غير صالحة أو غير مواتية لدعم الحياة البشرية. تجعل المستويات العالية من الإشعاع المناطق المستهدفة خطيرة على البشر. غالبًا ما تكون منطقة -كانت قد لوثت بالإشعاع ذات مرة- مكلفة التنظيف. يستغرق إزالة التلوث من البيئية الحضرية وقتًا.
مثل الألغام الأرضية، يمكن أن تستخدم الأسلحة الإشعاعية كسلاح لمنع دخول المنطقة.